# Mare Crisium
Mare Crisium (latină crisium, „Marea Crizelor”) este o mare lunară situată în bazinul Crisium al Lunii, la nord-est de Mare Tranquillitatis. Mare Crisium este un bazin de vârstă nectariană. S-a format prin inundarea lavei bazaltice care a umplut un crater vechi rezultat în urma unui impact cu un asteroid.

## Caracteristici
Mare Crisium are un diametru de 556 km, și o suprafață de 176.000 km2. Are o podea foarte plată, cu un inel de creste încrețite (dorsa) spre limitele sale exterioare. Acestea sunt Dorsa Tetyaev, Dorsum Oppel, Dorsum Termier și Dorsa Harker. 

## Denumire
La fel ca majoritatea celorlalte mări lunare, Mare Crisium a fost denumită de Giovanni Riccioli, al cărui sistem de nomenclatură din 1651 a devenit standardizat.
Până în secolul al XVII-lea, Mare Crisium a avut denumirea de "Marea Caspică", fiind etichetată ca atare de Thomas Harriot, Pierre Gassendi și Michael van Langren. Ewen A. Whitaker speculează că a primit acest nume deoarece ocupă aproximativ aceeași poziție pe fața Lunii ca și Marea Caspică pe Pământ, în raport cu hărțile Europei, Africii de Nord și Orientului Mijlociu. Harta astronomului englez William Gilbert din c.1600 o numește "Brittania", după Marea Britanie.

## Observare și exploatare
Mare Crisium este vizibilă de pe Pământ cu ochiul liber ca o mică pată întunecată pe marginea feței Lunii.
Este locul prăbușirii la 21 iulie 1969 a sondei sovietice Luna 15, în aceeași zi în care doi astronauți ai misiunii Apollo 11 au pășit pe Lună. O mostră de sol din Mare Crisium a fost adusă cu succes pe Pământ la 22 august 1976 de către misiunea lunară sovietică Luna 24.
La 15 ianuarie, Blue Ghost Mission 1 de la Firefly Aerospace, Hakuto-R Mission 2 de la ispace și Quantum Aerospace au fost lansate împreună pe un Falcon 9. 
Landerul lunar al Firefly Aerospace a transportat experimente sponsorizate de NASA și încărcături comerciale ca parte a programului Commercial Lunar Payload Services la Mare Crisium. Aterizarea a fost finalizată cu succes la 2 martie 2025.